# 伊東郁二
伊東 郁二（いとう いくじ、1897年（明治28年）8月 – 没年不明）は、日本の実業家、醸造家。伊東合資会社代表。半田商工会議所会頭。愛知県多額納税者であった。

## 人物
岐阜県出身。矢橋徳次郎の次男として生まれ、1920年（大正9年）、先代早苗の入夫となり家督を相続する。
1919年（大正8年）に東京帝国大学工学部工科大学機械科を卒業後、酒造業を営み伊東合資会社代表となり、直接国税五千三百三十一円を納め多額納税者となる。
また半田商工会議所会頭、赤坂銀行監査役、衣浦銀行取締役を務めた。

## 家族
- 養母・まさ
- 妻・早苗（大宝陣の次女）
- 長男・基夫
- 次男・康夫
- 三男・崇夫
- 長女・美江（岐阜県、松原幸雄の妻）
- 次女・君枝（元豊田通商会長、豊田利三郎の次男・大吉郎の妻）[6]
- 縁戚・石河光昂（男爵・旧名古屋藩国老）